# Obersulzbachkees
Obersulzbachkees är en glaciär i Österrike.   Den ligger i distriktet Zell am See och förbundslandet Salzburg, i den centrala delen av landet, 300 km väster om huvudstaden Wien. Obersulzbachkees ligger 3 135 meter över havet.
Terrängen runt Obersulzbachkees är huvudsakligen bergig. Obersulzbachkees ligger uppe på en höjd. Runt Obersulzbachkees är det ganska glesbefolkat, med 26 invånare per kvadratkilometer.. Närmaste större samhälle är Matrei in Osttirol, 19,1 km sydost om Obersulzbachkees. 
Trakten runt Obersulzbachkees består i huvudsak av gräsmarker.